# Weilerhalde (Bannwald)
Das Gebiet Weilerhalde ist ein mit Verordnung vom 8. November 2004 durch die Körperschaftsforstdirektion Tübingen ausgewiesener Bannwald (Schutzgebiet-Nummer 100048) in Baden-Württemberg.

## Lage
Der 4,52 Hektar große, zu den Naturräumen Stuttgarter Bucht und Filder gehörende Bannwald Weilerhalde liegt rund 600 Meter südöstlich des Esslingen Stadtteils Weil am Steilabfall der Filderebene zum Neckartal. Er ist Teil des Landschaftsschutzgebiets Butzenwiesen-Klebwald-Kühhalde-Letten (1.16.088).

## Schutzzweck
Laut Verordnung ist es wesentlicher Schutzzweck, die unbeeinflusste Entwicklung der jeweiligen Waldökosysteme mit ihren Tier- und Pflanzenarten sowie Pilzen zu sichern, sowie die wissenschaftliche Beobachtung der Entwicklung zu gewährleisten. Dies beinhaltet den Schutz der Lebensräume und -gemeinschaften, die sich in den Gebieten befinden, sich im Verlauf der eigendynamischen Entwicklung der Waldbestände innerhalb der Schutzgebiete ändern oder durch die eigendynamische Entwicklung entstehen.

## Betreuung
Wissenschaftlich betreut wird der Bannwald Weilerhalde durch die Forstliche Versuchs- und Forschungsanstalt Baden-Württemberg (FVA).